# Феоклит (Кумарьянос)
Митрополи́т Феокли́т (греч. Μητροπολίτης Θεόκλητος, в миру Фео́дорос Кумарьяно́с, греч. Θεόδωρος Κουμαριανός; род. 1 октября 1953 или 27 ноября 1953, Волос) — епископ Элладской православной церкви, титулярный митрополит Вресфенский (с 2006).

## Биография
Родился 1 октября (по другим данным — 27 ноября) 1953 года в городе Волосе, в Магнисии, в Греции.
Среднее образование получил в церковной школе в Салониках. В 1981 году окончил богословский институт Афинского университета.
13 апреля 1978 года был рукоположен в сан диакона, а 26 декабря 1981 года — в сан пресвитера.
С 1981 по 1985 год работал на Радио Волос, являясь протосинкеллом собора. С 1985 по 1998 год был протосинкеллом в Димитриадской и Альмирской митрополии. С 1998 по 1999 год работал в секретариарте архиепископа Афинского Христодула.
14 октября 1999 года был хиротонисан во епископа и возведён в достоинство митрополита Фессалиотидского и Фанариоферсальского. 1 марта 2005 года был уволен на покой.
С 12 января 2006 года числится титулярным митрополитом Вресфенским. В 2007 году архиепископ Афинский Христодул ходатайствовал о избрании его митрополитом Мессинским, но после протестов епископата и общественности, на Мессинскую кафедру был избран другой иерарх.